# クリスティアン・マルテル
クリスティアン・マルテル（Christiane Martel、1932年1月18日 - ）は、フランスのモデル・女優。1936年生まれとする資料もあるが、ここではAP通信の報道に従う。1953年、第2回ミス・ユニバース世界大会（ミス・ユニバース1953）優勝。

## 経歴
1932年1月18日、ムルト＝エ＝モゼル県ピエンヌに生まれる。ヴァル＝ド＝マルヌ県クレテイユ生まれとする資料もある。出生名Christiane Magnani。
1940年、一家はヴィエンヌ県ルデュンに移る。
1952年までに Miss Chatellerault, plus belle Italienne de France, Miss Cinémondeなどを受賞。
1953年1月、ミス・フランス1953のシルヴィアン・カルパンティエは結婚の準備のためミス・ユニバースおよびミス・ワールドに出場しないと表明。急遽、Miss Cinémondeのマルテルがミス・ユニバースに、デニス・ペリエがミス・ワールドに出場することとなる。二人は、ミス・フランスのタイトルを持たずにミスコンでフランスを代表した珍しい例となった。クリスティアン・マルテルの芸名を使用開始。

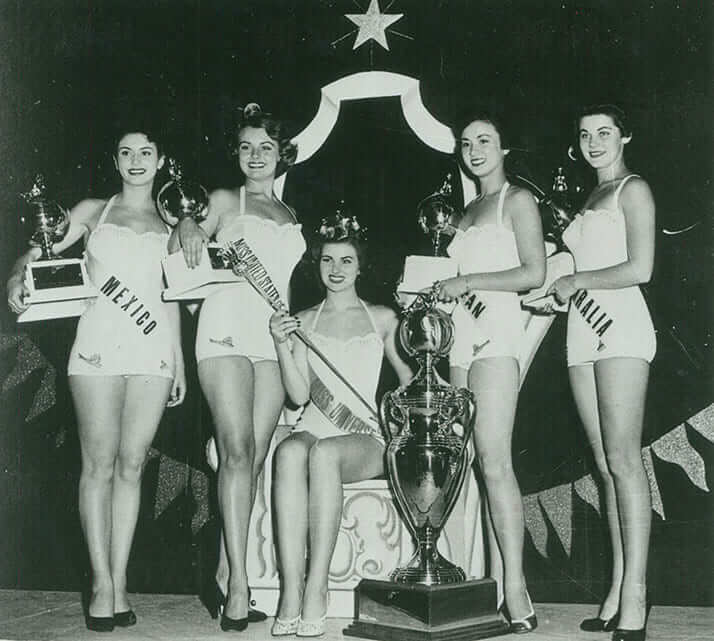
左から: アナ・ベルサ・レペ、マーナ・ハンセン、クリスティアン・マルテル、伊東絹子、マキシン・モーガン。

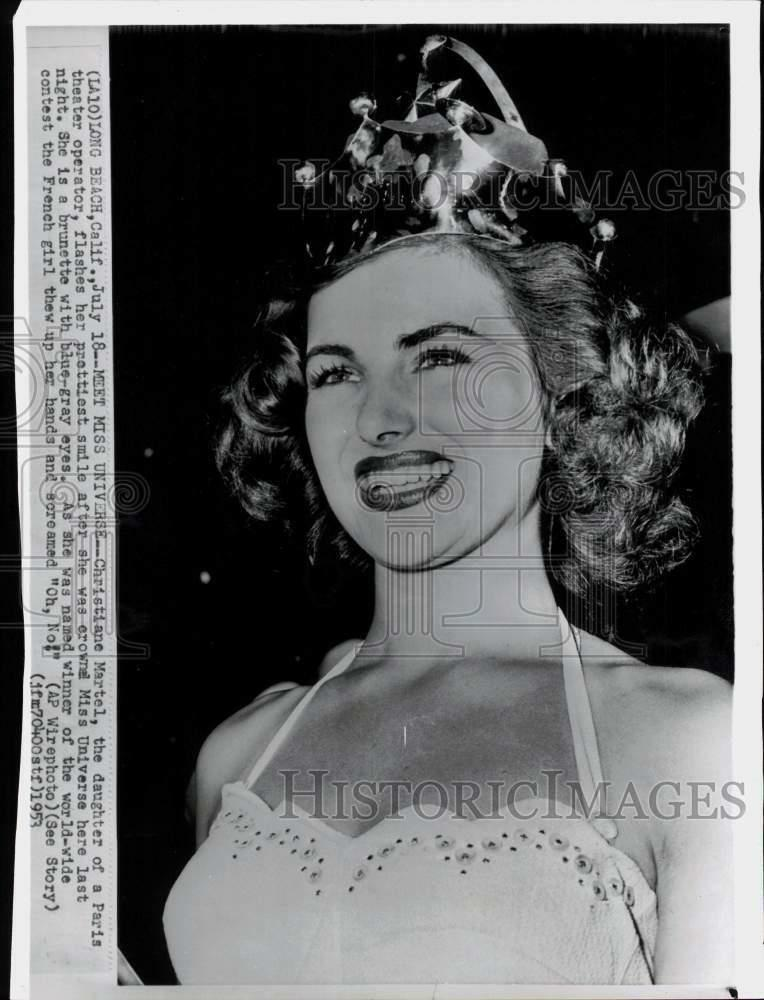
1953年のプレス写真。

1953年7月17日、ロングビーチで開催された第2回ミス・ユニバース世界大会（ミス・ユニバース1953）で優勝。先代のアルミ・クーセラはミスとしての任期を残して辞任していたため、マルテルはジュリー・アダムス(米国の女優)より戴冠されている。詳細は関連項目参照。

### その後
ミスとしての任期を終えると、マルテルはいくつかの映画に出演する。その他、ミス・ユニバース1978の審査員を務めるほか、1989年、1993年、および2007年にミス・ユニバースに関するＴＶ特番に出演。

## フィルモグラフィ

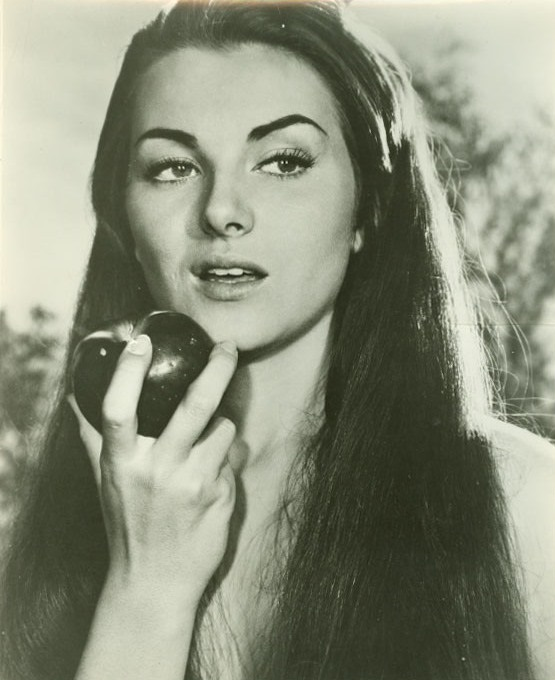
メキシコ映画『Adán y Eva』1956年（アルベルト・ゴウド（英語版）監督作品）
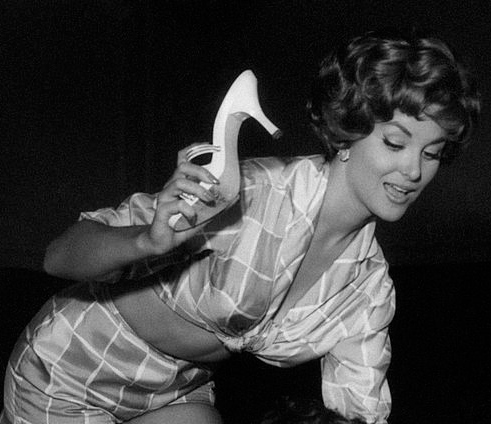
1959年のイタリア映画『Tipi da spiaggia（英語版）』の撮影中
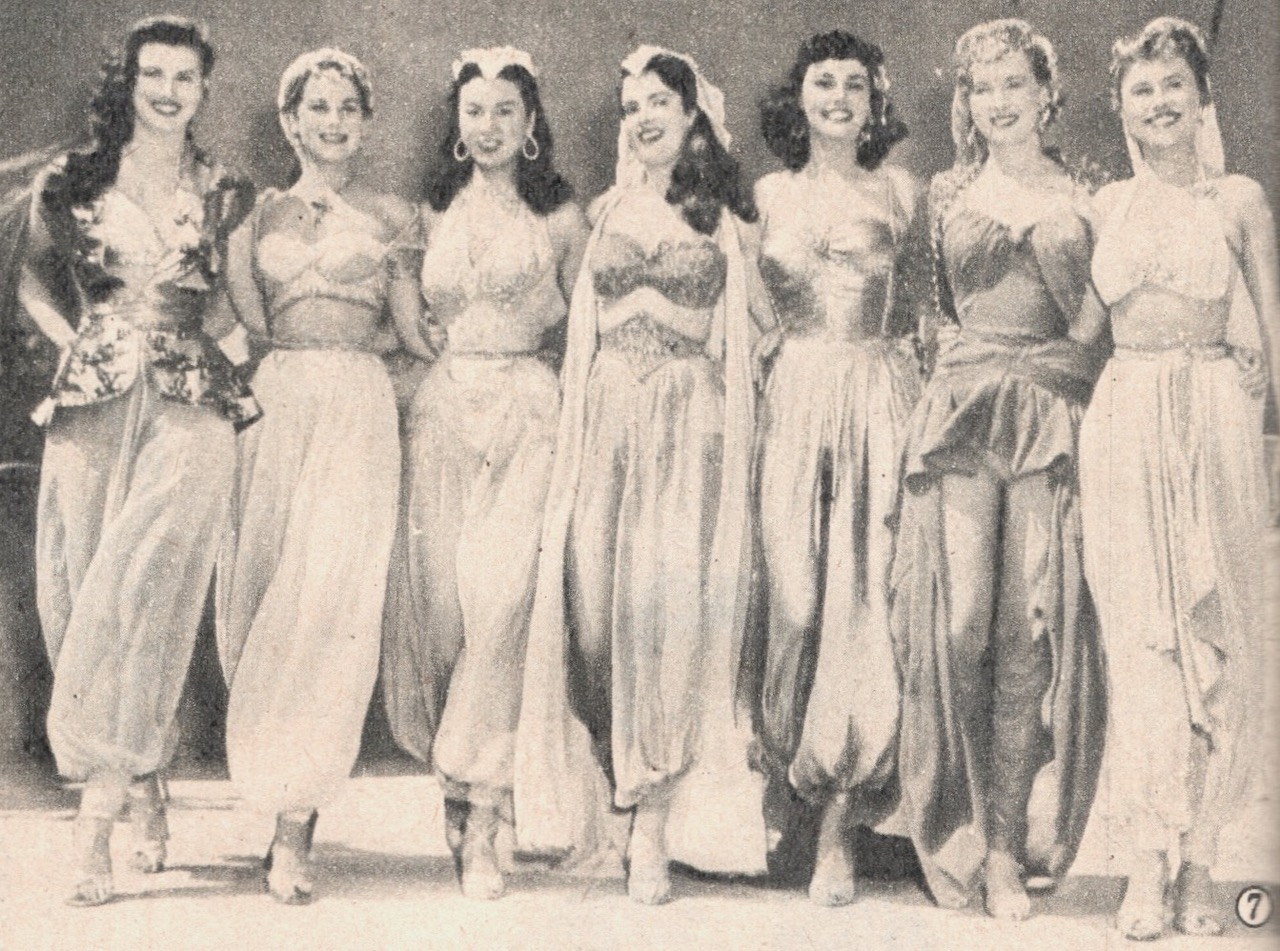
『Yankee Pasha』の一場面。左から1番目がクリスティアン・マルテル。左から3番目は伊東絹子

- 1954年
  - Rails Into（英語版） (as B Girl)
  - ヤンキー・パシャ (as Miss Universe France)
  - So This Is Paris（英語版） (as Christiane)
- 1955年
  - Drop the Curtain（英語版）
- 1956年
  - Corazón salvaje （英語版）
  - Adán y Eva (as Eva)
- 1961年
  - Juana Gallo（英語版） (as Ninón)
  - Rosa Blanca（英語版） (as Georgette)
- 1962年
  - Tharus, figlio di Attila（英語版） (as Cristina Martel)

## 私生活とゴシップ
1955年、デパート経営者Ronnie Marengoと約70日間結婚していた。1955年離婚。
1961年3月20日、メキシコシティで弁護士のミゲル・アレマン・ベラスコと再婚。Christiane Magnani De Alemanとなる。彼は第46代メキシコ大統領ミゲル・アレマンの息子で、自身も後にベラクルス州のベラクルス州知事になるのだが、詳細は関連項目参照。
3人の娘と1人の息子を儲ける。息子ミゲル・アレマン・マグナーニはメディア関連企業テレビサの出資者であり、格安航空会社インテルジェットのオーナーである。
10人の孫の一人であるカルラ・マウリはメキシコの歌手として知られる。

## 補足
芸名のマルテル（Martel、英語読みはマーテル）は松本零士の漫画『銀河鉄道999』のヒロイン、メーテル（Maetel）と一字違いであるが、両者の関連を裏付ける資料は無い。